# فرانچسکو فرینی
فرانچسکو فرینی (انگلیسی: Francesco Ferrini؛ زادهٔ ۲۹ ژانویهٔ ۱۹۸۵) بازیکن فوتبال اهل ایتالیا است.
از باشگاه‌هایی که در آن بازی کرده‌است می‌توان به باشگاه فوتبال پروجا، باشگاه فوتبال اسپتزیا، باشگاه فوتبال آلساندریا، و باشگاه فوتبال چزنا اشاره کرد.